# ジョン・ポープル
サー・ジョン・アンソニー・ポープル（Sir John Anthony Pople、1925年10月31日 - 2004年3月15日）は、イギリス生まれで主にアメリカで活動した理論化学者である。1998年に「量子化学における計算化学的方法の展開」でノーベル化学賞を受賞した。

## 生涯
1925年、サマセットで生まれる。レナード＝ジョーンズの下で学び、1951年ケンブリッジ大学で数学の学位を得る。その後、英国立物理学研究所を経て、1964年にアメリカに渡りカーネギー・メロン大学の物理化学科の教授を務めた。1986年からはノースウェスタン大学の化学科教授を務めている。1961年王立協会フェロー選出。

## 研究
主な業績は分子軌道法の理論を作ったことである。1953年にルドルフ・パリサー、 ロバート・パールとともにパリサー・パー・ポープル法（PPP近似）と呼ばれるπ電子系の近似法を考案した。1965年頃からは同じく半経験的分子軌道法の、分子の主要構成価電子全体をあつかうCNDO法（Complete Neglect of Differential Overlap法）、INDO法（Intermediate Neglect of Differential Overlap法）を開発した。
一方で、半経験的なCNDO法やINDO法には、同時に複数のパラメータの信頼性を上げる事やd電子系への応用などが困難だという欠点があった。これを克服する手法として非経験的分子軌道法（ab initio methods）の開発を進め、1970年にはGAUSSIAN 70を開発している。GAUSSIANは量子化学交流プログラム機構を通じて世界中に普及し、4年ごとの改訂ではウォルター・コーンの提唱した密度汎関数法を取り入れるなどの改良が続けられた。今日、ab initio計算プログラムとして最も広く用いられている。

## 受賞歴

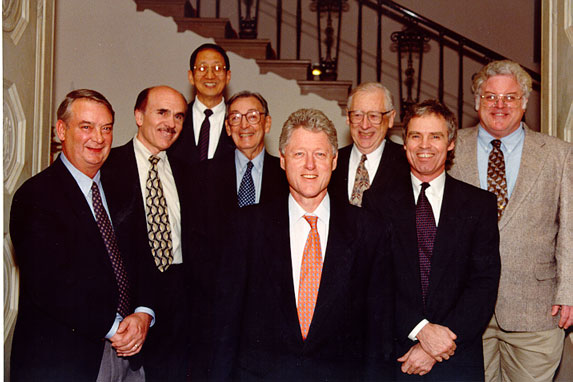
クリントン大統領と1998年のノーベル賞受賞者、ポープルは大統領の右隣の人物

- 1970年 アーヴィング・ラングミュア賞
- 1972年 センテナリー賞
- 1977年 ライナス・ポーリング賞
- 1987年 シュレーディンガー・メダル
- 1988年 デービーメダル
- 1998年 ノーベル化学賞
- 2002年 コプリ・メダル

## 著作
- J.A.Pople; W.G.Schneider; H.J.Bernstein (1959). High-resolution Nuclear Magnetic Resonance. McGraw-Hill Book Company